# Kyle Hamilton
Kyle Hamilton (* 26. Februar 1978 in Victoria, British Columbia) ist ein kanadischer Ruderer, der mit dem kanadischen Achter Olympiasieger und dreifacher Weltmeister wurde.
Hamilton debütierte 2002 mit einem dritten Platz im Achter bei der Weltcupregatta in Luzern. Kurz darauf gewann er in Sevilla seinen ersten Weltmeistertitel, 2003 konnte der kanadische Achter den Titel verteidigen. In der Olympiasaison 2004 gewann der kanadische Achter die Weltcupregatten in München und Luzern, im Finale der Olympischen Sommerspiele in Athen belegte das Boot nur den fünften Platz. 2005 im Achter und 2006 im Vierer ohne Steuermann erreichte Hamilton nicht das A-Finale bei den Ruder-Weltmeisterschaften, aber 2007 gewann er mit dem Achter seinen dritten Weltmeistertitel. Bei der Olympischen Regatta 2008 in Peking siegte der kanadische Weltmeister-Achter in der gleichen Besetzung wie 2007.
Hamilton machte 2010 seinen Bachelor of Laws an der University of Victoria, er arbeitet als Anwalt in einer größeren Kanzlei in Victoria.

## Internationale Goldmedaillen
(OS=Olympische Spiele, WM=Weltmeisterschaften)
- WM 2002: 1. Platz im Achter (Matt Swick, Kevin Light, Ben Rutledge, Kyle Hamilton, Joseph Stankevicius, Andrew Hoskins, Adam Kreek, Jeff Powell und Brian Price)
- WM 2003: 1. Platz im Achter (Joseph Stankevicius, Kevin Light, Ben Rutledge, Kyle Hamilton, David Calder, Andrew Hoskins, Adam Kreek, Jeff Powell und Brian Price)
- WM 2007: 1. Platz im Achter (Kevin Light, Ben Rutledge, Andrew Byrnes, Jake Wetzel, Malcolm Howard, Dominic Seiterle, Adam Kreek, Kyle Hamilton und Brian Price)
- OS 2008: 1. Platz im Achter (Kevin Light, Ben Rutledge, Andrew Byrnes, Jake Wetzel, Malcolm Howard, Dominic Seiterle, Adam Kreek, Kyle Hamilton und Brian Price)